# Minatare (Nebraska)
Minatare es una ciudad ubicada en el condado de Scotts Bluff en el estado estadounidense de Nebraska. En el Censo de 2010 tenía una población de 816 habitantes y una densidad poblacional de 829,1 personas por km².

## Geografía
Minatare se encuentra ubicada en las coordenadas 41°48′40″N 103°30′7″O / 41.81111, -103.50194. Según la Oficina del Censo de los Estados Unidos, Minatare tiene una superficie total de 0.98 km², de la cual 0.98 km² corresponden a tierra firme y (0%) 0 km² es agua.

## Demografía
Según el censo de 2010, había 816 personas residiendo en Minatare. La densidad de población era de 829,1 hab./km². De los 816 habitantes, Minatare estaba compuesto por el 78.55% blancos, el 0.12% eran afroamericanos, el 0.86% eran amerindios, el 0.86% eran asiáticos, el 0% eran isleños del Pacífico, el 17.28% eran de otras razas y el 2.33% pertenecían a dos o más razas. Del total de la población el 24.75% eran hispanos o latinos de cualquier raza.